# 여대남
여대남(余大男, 1580년 - 1659년 12월 16일)은 조선 출신 일본의 승려이다. 별칭은 일요(日遙) 스님, 일요상인(日遙上人), 고려일요(高麗日遙), 고려상인(高麗上人)이며, 경상도 하동 출신이다.
보현암(普賢菴)에서 글공부를 하던 중 1592년 임진왜란 중에 일본의 장군 가토 기요마사의 부장 다카하시(高橋三九)에 의해 납치되어 일본으로 끌려왔다. 다카하시에 의해 왜장 가토 앞에 끌려가 혹독한 고문을 당하였다. 그러나 어린 여대남은 그때 종이와 붓을 달라 해서 중국 당(唐)조의 시인 두목(杜牧)의 산행시를 써서 가토에게 바치자 가토 기요마사가 그를 보고 이 아이는 범상한 아이가 아니다하여 풀어준 뒤 자기 곁에 두고 보살폈다.
그 뒤 고향으로 되돌려 보내줄 것을 가토에게 청하였으나 받아들여지지 않았고, 일련종(日蓮宗) 신도였다는 그의 영향력으로 출가하여 일진(日眞) 스님의 제자로 출가하게 된다.
그 뒤 여대남은 스승 일진 스님의 도움을 받아 일본 제일가는 불교학당인 교토(京都)의 육조강원(六條講院)에서 수학을 하게 된다. 여대남은 그 후 규엔지(久遠寺), 호린지(法輪寺) 등에서도 수학하고 일요(日遙)상인이라는 호칭을 받는다.
29세인 1609년에 혼묘지(本妙寺)의 제3대 주지(主持)가 되었는데 이 절은 구마모토(熊本)의 중심사찰이요, 2대 주지는 여대남을 출가시킨 일진(日眞)스님의 제자 일요(日繞) 스님이었다. 부친의 편지를 받아본 여대남은 한 때 신변을 정리하고 귀국하려 가토 기요마사의 아들 가토 다다히로(忠廣)에게 석방을 간청해 보았지만 거절당하고 편지왕래조차 통제되었다.
일본 구마모토현의 혼묘사에서 그가 비밀리에 왕래한 편지가 발견되어 2003년 2월 KBS 역사스페셜에 임진왜란 포로 추적이라는 특집 다큐멘터리로 방영되기도 하였다.

## 가족
- 아버지 : 여수희
- 생부 : 여천갑(余天甲)[1]

## 같이 보기
- 이삼평
- 김환
- 심당길
- 이경
- 이가원유
- 가토 기요마사
- 가토 다다히로
- 일련종